# Plume d’Or 1979
Der Plume d’Or 1979 im Badminton wurde am 19. und 20. Mai 1979 in Seixal ausgetragen. Sieger wurde das Team aus Belgien. Es war die siebente Auflage der Veranstaltung.

## Endstand
- 1.  Belgien
- 2.  Schweiz
- 3.  Frankreich
- 4.  Portugal
- 5.  Israel
- 6.  Spanien
- 7.  Italien